# Der Freiwillige
Der Freiwillige war eine deutsche Zeitschrift, nach eigenen Angaben für ehemalige Angehörige der Waffen-SS. Das rund 36 Seiten starke Heft erschien beim rechtsextremen Munin-Verlag (Reinsfeld) und wurde über Versandhandlungen aus dem rechten Spektrum wie dem Levensboom von David Petereit vertrieben. 2014 ging die Zeitschrift im dreimonatlich erscheinenden Munier-Magazin DMZ Zeitgeschichte auf.
Der Freiwillige erschien 1956 bis 2014 als Zentralorgan der Landesverbände der Hilfsgemeinschaft auf Gegenseitigkeit der Soldaten der ehemaligen Waffen-SS (HIAG). Führenden Einfluss auf die HIAG und deren Sprachrohr hatten die früheren SS-Generale Felix Steiner, Kurt Meyer und Paul Hausser.

## Geschichte
Vor dem erstmaligen Erscheinen des Freiwilligen 1956 gab es mit Der Ausweg und Wiking-Ruf bereits zwei Zeitschriften der HIAG. Der Ausweg wurde vom Hamburger Landesverband unter Otto Kumm herausgegeben; sein Erscheinen ist für 1951 nachweisbar. Der Ausweg trat für „einen nationalen Sozialismus auf europäischer Grundlage ein“; im Gegensatz hierzu war der 1951 erstmals erscheinende Wiking-Ruf stark antikommunistisch ausgerichtet und plädierte für eine Integration der Bundesrepublik in ein westliches Verteidigungsbündnis. Zudem stellte die Zeitschrift den „pangermanischen“ und „europäischen“ Charakter der Waffen-SS heraus und knüpfte damit an Darstellungen der NS-Propanda in der letzten Kriegsphase an. Insbesondere bei Offizierporträts und Kriegsberichten lassen sich in Stil, Wortwahl und Aufmachung Elemente erkennen, die schon in der SS-Zeitschrift Das Schwarze Korps benutzt wurden.
Herausgeber des Wiking-Rufs war Herbert Otto Gille, ein früherer SS-Offizier, der im Süden Niedersachsens Veteranen der Waffen-SS organisierte. Den Wiking-Ruf-Verlag leitete Waldemar Schütz. Seit Januar 1954 erschien die Zeitschrift als offizielle Publikation der HIAG. Im Streit um Organisationsfragen verließ Gille ungefähr im November 1955 die HIAG. Um die Zeitschrift Wiking-Ruf gab es bis zu ihrer Einstellung 1958 anhaltende Konflikte zwischen Gille und der HIAG, in deren Verlauf Gille finanzielle Unregelmäßigkeiten und kaufmännisches Unvermögen vorgeworfen wurden.
Als Konkurrenzprodukt zum Wiking-Ruf gab die HIAG ab Januar 1956 die Zeitschrift Der Freiwillige heraus. Erster Schriftleiter war der rechtsextreme Publizist Erich Kern, der sich zuvor skeptisch über die Erfolgsaussichten der Zeitschrift geäußert hatte. 1957 hatte Der Freiwillige eine Auflage von 6.000 Stück. Der Verfassungsschutz von Nordrhein-Westfalen nannte 1963 eine Auflage von circa 16.000, die damit deutlich höher war als die damalige Mitgliederzahl der HIAG von 5.000. Der letzte HIAG-Bundessprecher, Hubert Meyer, gab hingegen 1992 die maximale Auflage mit 11.500 Stück an. 2006 soll die Auflage 5.000 Exemplare betragen haben.
Der Freiwillige erschien auch nach Auflösung des HIAG-Bundesverbandes 1992 weiter; auf Regionalebene existieren die HIAG-Gliederungen auch heute noch.
Am 19. Februar 2014 veröffentlichte Anton Maegerle beim Blick nach rechts den Artikel Geschichtsrevisionistische Fusion, in dem er berichtet, dass die Waffen-SS-treue Zweimonatszeitschrift Der Freiwillige nun im Magazin DMZ Zeitgeschichte von Dietmar Munier aufgehen wird.

## Themen und Tendenzen
Hauptthema der Zeitschrift ist die Darstellung der Waffen-SS als eine regulär kämpfende Truppe, teilweise auch als „Elite-Truppe“, verbunden mit einer allgemeinen Militärnostalgie. Daneben finden sich geschichtsrevisionistische Artikel, die nicht allein die Geschichte der Waffen-SS betreffen. Grundsätzlich wird die Waffen-SS als Vorkämpfer einer „antikommunistischen Vereinigung Europas“ dargestellt.
In den 1960er Jahren propagierte die Zeitschrift neben einer Rehabilitierung der Waffen-SS auch eine Denunzierung ehemaliger Widerstandskämpfer gegen den Nationalsozialismus. In der Ausgabe 8/1963 schrieb ein anonymer Autor: Aber wenn man unsere Unruhe, unser Unbehagen über die doch noch zweifellos unvollendete Demokratie damit beantwortet, daß man die Aussprache unter uns als staatsgefährdend betrachtet, wenn man unseren Ehrendienst vor dem Ansturm kommunistischer Partisanenorganisationen als staatsgefährdend erklärt, dann ist die Gerechtigkeit und Freiheit der Demokratie aufs Spiel gesetzt, und Gott möge denen gnädig sein, die sich nicht gescheut haben, uns der VVN und FIR (Organisationen der Widerstandskämpfer – Anmerkung) zum Fraße hinzuwerfen.
Die Zeitschrift agitierte auch gegen bekannte Schriftsteller und Publizisten aus Westdeutschland wie Günter Blöcker, Heinrich Böll, Christian Geissler, Günter Grass und Erich Kuby. Ihre Schriften wurde abgelehnt und als „Verwahrlosung“ bezeichnet.
Der Verfassungsschutzbericht von 1982 befand zu den Inhalten der Zeitschrift: „'Der Freiwillige' bringt verherrlichende Berichte über Kriegshandlungen und Fronterlebnisse, ohne auch nur im Ansatz Distanz gegenüber den für den Krieg politisch Verantwortlichen erkennen zu lassen.“ Der Historiker Martin Cüppers ordnet die Zeitschrift als antisemitisch ein und verweist dabei auf positive Kritiken zu Norman Finkelsteins „Die Holocaust-Industrie“ und Kommentare zum Nahostkonflikt, in denen Israel „Kriegstreiberei“ und eine „Versklavung“ der Palästinenser unterstellt werden.
Die Zeitschrift rief 1999 dazu auf, sachdienliche Hinweise zu geben, die zur Entlastung des Mitglieds der Waffen-SS Friedrich Engel aus Hamburg führen sollten. Er war wegen Kriegsverbrechen in Italien angeklagt und von einem italienischen Militärgericht in Abwesenheit wegen 249-fachen Mordes zu lebenslanger Haft verurteilt worden. Engel legte in Deutschland Revision gegen das Urteil ein. Drei Jahre später kam er in Deutschland vor Gericht: Das Landgericht Hamburg verurteilte den damals 93-jährigen Engel im Juli 2002 zu sieben Jahren Haft. Wegen seines hohen Alters blieb Engel jedoch bis zu seinem Tod 2006 auf freiem Fuß.